# Chrysolina weisei
Chrysolina weisei é uma espécie de artrópode pertencente à família Chrysomelidae.